# Peziza granularis
Peziza granularis är en svampart som beskrevs av Donadini 1978. Peziza granularis ingår i släktet Peziza och familjen Pezizaceae.   Inga underarter finns listade i Catalogue of Life.